# واوکسبوین
واوکسبوین (به فرانسوی: Vauxbuin) یک کمون در فرانسه است که در پیکاردی واقع شده‌است.

## خصوصیات
واوکسبوین ۵ کیلومترمربع مساحت و ۷۷۸ نفر جمعیت دارد و ۷۰ متر بالاتر از سطح دریا واقع شده‌است.